# Frontière entre le Dakota du Sud et le Nebraska
La frontière entre le Nebraska et le Dakota du Sud est une frontière intérieure des États-Unis délimitant les territoires du Nebraska au sud et du Dakota du Sud au nord.

## Géographie
Son tracé rectiligne sur une orientation est-ouest, suit le 43e parallèle nord depuis son intersection avec 104e méridien ouest jusqu'à la rivière Missouri, à environ 10 km au sud du barrage de Fort Randall, et suit le cours de celle-ci jusqu'à son point de confluence avec la rivière Big Sioux, dans la banlieue ouest de la ville de Sioux City (Iowa).

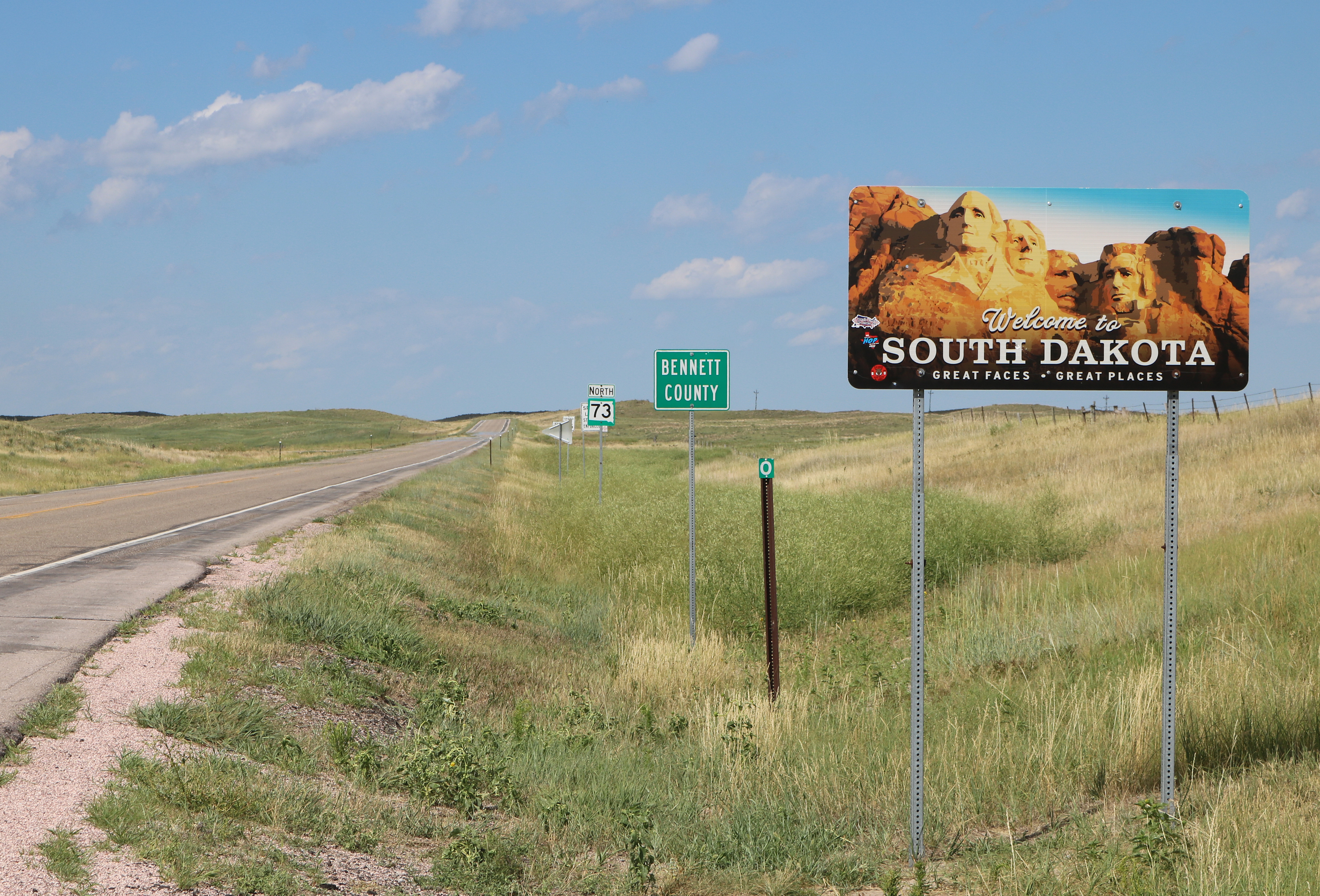
Entrée au Dakota du Sud depuis le Nebraska.